# Вестникът
„Вестникът“ (на английски: The Paper) е американска трагикомедия от 1994 г. на режисьора Рон Хауърд, с участието на Майкъл Кийтън, Глен Клоуз, Мариса Томей, Ранди Куейд и Робърт Дювал. Филмът получава номинация „Оскар“ за най-добра песен за „Make Up Your Mind“, който е написан и изпълнен от Ранди Нюман.

## Актьорски състав
| Актьор             | Роля             |
| ------------------ | ---------------- |
| Майкъл Кийтън      | Хенри Хакет      |
| Робърт Дювал       | Бърни Уайт       |
| Глен Клоуз         | Алиша Кларк      |
| Мариса Томей       | Марта Хакет      |
| Ранди Куейд        | Макдугъл         |
| Джейсън Робардс    | Греъм Найтли     |
| Джейсън Александър | Марион Сандъски  |
| Сполдинг Грей      | Пол Бладън       |
| Катрин О'Хара      | Сюзън            |
| Лин Типген         | Джанет           |
| Джек Кехоу         | Фил              |
| Рома Мафия         | Фил              |
| Клинт Хауърд       | Рей Блейш        |
| Джефри Оуенс       | Лу               |
| Амелия Кембъл      | Робин            |
| Джил Хенеси        | Деан Уайт        |
| Уилям Принс        | Бащата на Хенри  |
| Аугуста Дабни      | Майката на Хенри |
| Брус Олтман        | Карл             |
| Джак Макгий        | Уайлдър          |
| Бобо Луис          | Ана              |
| Едуард Хибърт      | Джери            |

## В България
В България филмът излиза на VHS от Александра Видео през 1994 г.
На 29 март 2008 г. е излъчен по Диема Фемили, където е последван с повторения по Нова телевизия и Диема 2.
Български дублаж
| Озвучаващи артисти  | Христина Ибришимова Яница Митева Красимира Кузманова Емил Емилов Здравко Методиев Александър Митрев |
| Преводач            | Златина Тенева                                                                                      |
| Тонрежисьор         | Венцислав Станков                                                                                   |
| Режисьор на дублажа | Димитър Кръстев                                                                                     |